# 다토 온 자파르
다토 온 빈 자파르(말레이어: Dato Onn bin Ja'afar, 1895년 2월 12일~1962년 1월 19일)는 말레이시아의 정치인으로, 통일말레이국민조직(UMNO)의 창설자이다.
조호르바루에서 다토 자파르 하지 무하맛과 하님 로가야흐의 아들로 태어났다. 모친은 캅카스계 튀르키예인이었다. 영국에서 수학했으며, 쿠알라 캉사르 말레이 대학교에서 공부했다. 이후 할리마흐 후세인과 결혼하여 아들 후세인 온(훗날 총리가 되는 인물)을 낳는다.
UMNO 설립의 주역 중 하나였으나, UMNO가 인종 차별 정책을 실시하자 그는 대표직을 사임한다. 1962년 사망했다.